# Spotkanie przy Złotej Bramie
Spotkanie przy Złotej Bramie – fresk autorstwa Giotta di Bondone namalowany ok. 1305 roku dla kaplicy Scrovegnich w Padwie.
Jeden z 40 fresków namalowanych przez Giotta w kaplicy Scrovegnich należący do cyklu scen przedstawiających życie Joachima i Anny, rodziców Marii, oraz Chrystusa. Historia rodziców Marii i jej samej pochodziła głównie z trzynastowiecznej Złotej legendy autorstwa Jakuba de Voragine'a oraz z Protoewangelii Jakuba z II wieku. Ewangelie kanoniczne nie wspominają o rodzinie Marii, jednakże legenda jej narodzin stała się jednym z najpopularniejszym motywem u średniowiecznych i wczesnorenesansowych artystów.

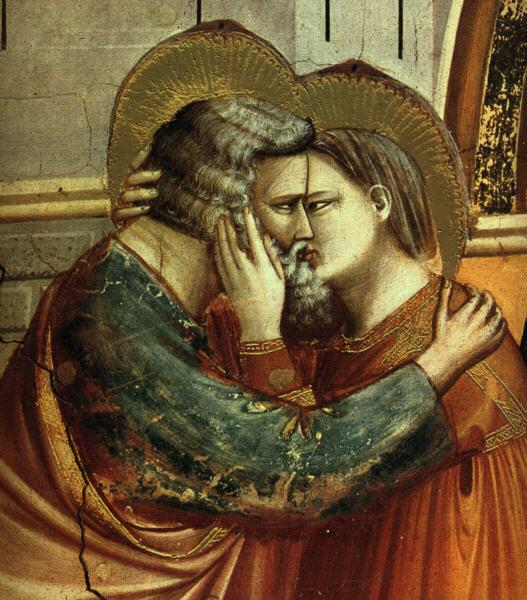
Pocałunek Anny i Joachima - fragment

Zilustrowana historia opowiada o Joachimie i Annie, którzy przez wiele lat byli bezdzietni. Brak potomstwa w czasach biblijnych uznawany był za karę boską a poczęcie w podeszłym wieku za oznakę łaski Bożej. Stan bezdzietności u Joachima spowodował wygnanie go ze świątyni, w której chciał złożyć ofiarę. Pełen rozpaczy udał się na pustynie do pasterzy, gdzie pościł przez 40 dni a Anna opłakiwała swój los i modliła się do Boga: 

I oto Anioł Pański stanął i rzekł: "Anno, Anno. Wysłuchał Pan Bóg modlitwę twoją. Poczniesz i porodzisz, a potomstwo twoje będzie przepowiadane po całej ziemi". Rzekła Anna: "Na Boga żywego, czy zrodzę chłopca, czy dziewczynkę, zawiodę ją w darze Panu, Bogu mojemu, i dziecko to będzie Mu służyło po wszystkie dni swego żywota". Gdy Joachim przebywał na pustyni, anioł Pański zstąpił do niego i powiedział: "Joachimie, Joachimie, wysłuchał Pan Bóg twoją modlitwę. Zstąp stąd! Oto bowiem żona twoja Anna poczęła w swoim łonie". I natychmiast opuścił pustynię Joachim, i zawołał pasterzy (...)
I oto przyszedł Joachim ze swymi stadami. I stanęła Anna koło bramy, i ujrzała Joachima wchodzącego ze swymi stadami, i natychmiast wybiegła, i rzuciła mu się na szyję, i rzekła: "Teraz wiem, że Pan Bóg wielce mi pobłogosławił: Oto ja wdowa - już nie jestem wdową, Oto ja bezdzietna - poczęłam w łonie".(ProtEwJK 4,35-36, 4, 46-48)

Giotto wybrał scenę spotkania pary przed Złotą Bramą. Brama, choć nieokreślona dokładnie w protoewangelii była przez późniejszych artystów utożsamiana ze Złotą Bramą w Jerozolimie. Intymna scena pocałunku stanowiła jedną z najważniejszych scen dla wiary w niepokalanie i czystości Marii. Według legendy, to właśnie ten pocałunek a nie akt seksualny spowodował jej poczęcie. Dla wielu historyków sztuki, ukazany pocałunek stanowi jeden z najintymniejszych aktów miłosnych w malarstwie. Para czule obejmuje się, Anna delikatnie dotyka dłonią twarz Joachima. Oboje głęboko patrzą na siebie, wydaje się nie zauważając wokół siebie nikogo z obecnych. Takie ujęcie w średniowiecznym malarstwie było nowością.
Joachim przyszedł na spotkanie z żoną w towarzystwie pasterza widocznego do połowy po lewej stronie. Jego strój: prosty, grubo tkany, pozbawiony ozdób jest charakterystyczny dla postaci pasterzy przedstawionych na wszystkich freskach wykonanych w kaplicy. Za Anną stoi grupa kobiet. Prawie wszystkie ubrane są w eleganckie choć proste szaty z epoki malarza. Wyjątek stanowi kobieta w czerni, niezinterpretowana przez historyków. Jej postać wyraźnie kontrastuje z innymi kobietami. Nad nimi widoczne jest półkoliste zwieńczenie drzwi. Niektórzy na podstawie detali identyfikują je z Łukiem Augusta z Rimini.